# The Forgiven (pel·lícula del 2017)
The Forgiven és una pel·lícula dramàtica britànica del 2017 dirigida per Roland Joffé protagonitzada per Forest Whitaker, Eric Bana i Jeff Gum. Joffé va coescriure el guió amb Michael Ashton sobre la base de l'obra teatral The Archbishop and the Antichrist de Michael Ashton, que explica una història sobre la cerca de respostes de l'arquebisbe Desmond Tutu durant la Comissió de la Veritat i la Reconciliació i les seves reunions amb el personatge de ficció Piet Blomfeld.

## Argument
Després del final de l'apartheid, l’arquebisbe Desmond Tutu dirigeix la Comissió de la Veritat i la Reconciliació i visita la presó de màxima seguretat Pollsmoor de Ciutat del Cap per reunir-se amb Piet Blomfeld, exoficial de policia de seguretat i membre de l’afrikaner Weerstandsbeweging, per avaluar la seva candidatura a l’amnistia. Blomfeld és un testimoni potencial dels assassinats comesos durant l'època de l'apartheid, en particular l'assassinat de la filla adolescent de la Sra. Morobe, que prega a l'arquebisbe que trobi respostes sobre la seva filla desapareguda. Inicialment, Blomfeld no mostra cap lament ni voluntat de parlar, en lloc d’utilitzar el seu temps durant les reunions per denunciar l’arquebisbe amb insults. Tanmateix, quan l'arquebisbe li mostra una fotografia d'una jove negra en el seu fitxer i li diu que es troba a dues presons (l'altra és la presó de dins seu), comença a replantejar-se.
Francois Schmidt, un dels companys oficials de Blomfeld i participant en els assassinats, intenta inicialment pagar una banda negra per assassinar Blomfeld, però Blomfeld (que ha estat afectat per les paraules de l'arquebisbe) perdona la vida del presoner enviat a matar-lo i gestiona per guanyar-se el respecte de la colla fins al punt que li diuen a Schmidt que lliuri les seves pròpies batalles. També forma una mica un vincle amb el pres, Benjamin. Mentre això passa, Howard Varney (un dels membres de la Comissió) parla amb la senyora Van der Berghe, que havia conegut Blomfeld quan era petit. S'assabenta que Piet Blomfeld havia estat amic d'una jove negra (la nena de la fotografia); el seu pare Rian no va aprovar i va assassinar la nena i tota la seva família abans de pegar a Piet tan fort que li va trencar un braç. Després els Blomfeld es van traslladar a Zimbabwe; i mentre Piet estava a l'internat, la resta de la seva família va morir assassinada (presumiblement com a represàlia pels crims de Rian).
Al final, Blomfeld decideix confessar i crida l'arquebisbe. Schmidt organitza un tancament urgent de la presó i després ataca Blomfeld acompanyat de soldats antiavalots; Blomfeld és finalment colpejat amb porres fins a la mort pels soldats. No obstant això, Blomfeld ha enviat una gravació d'àudio, confessant l'assassinat de la filla de la Sra. Morobe i el seu xicot, quan es jutja el cas a la Comissió de la Veritat i la Reconciliació (també deixa a Benjamin els pocs diners que té al seu compte bancari). Mrs. Morobe s'enfronta a Hansi Coetzee, un dels participants en l'assassinat de la seva filla i finalment el perdona. Després, l'arquebisbe es troba amb Linda Coetzee, que li agraeix la seva feina i admet que no havia volgut fer front al que havia fet el seu marit.
La pel·lícula acaba amb l'arquebisbe i la seva dona visitant la platja on havia anat de petit, ara integrada amb èxit.

## Repartiment
- Forest Whitaker com l'arquebisbe Desmond Tutu
- Eric Bana com Piet Blomfeld
- Jeff Gum com Francois Schmidt
- Morné Visser com Hansi Coetzee
- Thandi Makhubele com Mrs. Morobe
- Terry Norton com Lavinia
- Osbert Solomons com Mogomat
- Rob Gough com Howard Varney
- Debbie Sherman com Linda Coetzee
- Warrick Grier com Kruger
- Nandiphile Mbeshu com Benjamin
- David Butler com Governor
- Dominika Jablonska com Forensic Clerk
- Shane John Kruger com DTF Officer
- Michael MacKenzie com Young Warder
- Vuyolwethu Adams com Idukew
- Joe Nabe com Judge Draad
- Alexander Wallace com Piet Blomfeld de jove
- Robert Hobbs com Burly

## Producció
El 2 de novembre de 2015, es va anunciar que Forest Whitaker i Vince Vaughn serien l’arquebisbe Desmond Tutu i el personatge fictici de Piet Blomfield respectivament, en l’adaptació cinematogràfica de l’obra de teatre de Michael Ashton The Archbishop and the Antichrist, dirigida per Roland Joffé. Joffé també va coescriure el guió amb Ashton, que seria produït per Craig Baumgarten. El 27 d'octubre de 2016, Eric Bana es va unir a la pel·lícula per interpretar al brutal assassí Blomfeld, en substitució de Vaughn. La pel·lícula es titulà The Forgiven i seria produïda per Joffé amb Baumgarten a través de Link Entertainment i Zaheer Goodman-Bhyat a través de Light and Dark Films.

## Publicació
La pel·lícula es va estrenar al London Film Festival el 13 d'octubre de 2017. També es va projectar com a pel·lícula de clausura al Festival de Cinema Panafricà el 19 de febrer de 2018 i es va projectar al Festival de Cinema de Belgrad el 28 de febrer de 2018 abans de ser estrenada als Estats Units el 9 de març de 2018.

## Recepció

### Taquilla
The Forgiven va recaptar 39.177 dòlars en territoris fora d'Amèrica del Nord, i les vendes dels seus llançaments de DVD/Blu-ray han cobrat 54.156 dòlars.

### Resposta de la crítica
Al lloc web de l'agregador de ressenyes Rotten Tomatoes, la pel·lícula tingué una qualificació d'aprovació del 55% basada en 22 ressenyes i una nota mitjana de 6,2/10. A Metacritic, la pel·lícula tingué una puntuació de 41 sobre 100 basada en 9 crítics, que indicaria "ressenyes mixtes o mitjanes". Gary Goldstein, del Los Angeles Times, va escriure que "les parts dispars de la pel·lícula a un ritme lent no s'uneixen mai com un tot convincent". Glenn Kenny, del The New York Times, va escriure que la pel·lícula de Roland Joffé, que "no és conegut per un toc lleuger", "és una obra pesada dels primers textos que expliquen l'apartheid a través dels seus crèdits finals", però va elogiar les interpretacions de Forest Whitaker i Eric Bana.